# Schuler Motor Car Company
Schuler Motor Car Company war ein US-amerikanischer Hersteller von Automobilen.

## Unternehmensgeschichte
Harry E. Schuler war Sekretär beim Motorenhersteller Mar-Tan Motor Manufacturing Company. Er gründete 1924 das Unternehmen zur Fahrzeugproduktion. Der Sitz war in Milwaukee in Wisconsin. Im gleichen Jahr begann die Produktion von Automobilen. Der Markenname lautete Schuler. Das erste Fahrzeug wurde im Januar 1924 auf der Wisconsin State Automobile Show präsentiert. Im Mai gab Schuler an, er habe eine Fabrik in Slinger in Wisconsin gekauft. Noch 1924 endete die Produktion. Insgesamt entstanden 28 Fahrzeuge.

## Fahrzeuge
Im Angebot stand nur ein Modell. Es hatte einen wassergekühlten V2-Motor von Mar-Tan. Er leistete 15 PS. Das Fahrgestell hatte 198 cm Radstand. Die Höchstgeschwindigkeit war mit 72 km/h angegeben und das Leergewicht mit 363 kg. Zur Wahl standen ein Roadster für 295 US-Dollar und ein Coupé für 495 Dollar.